# سهم (رمز)

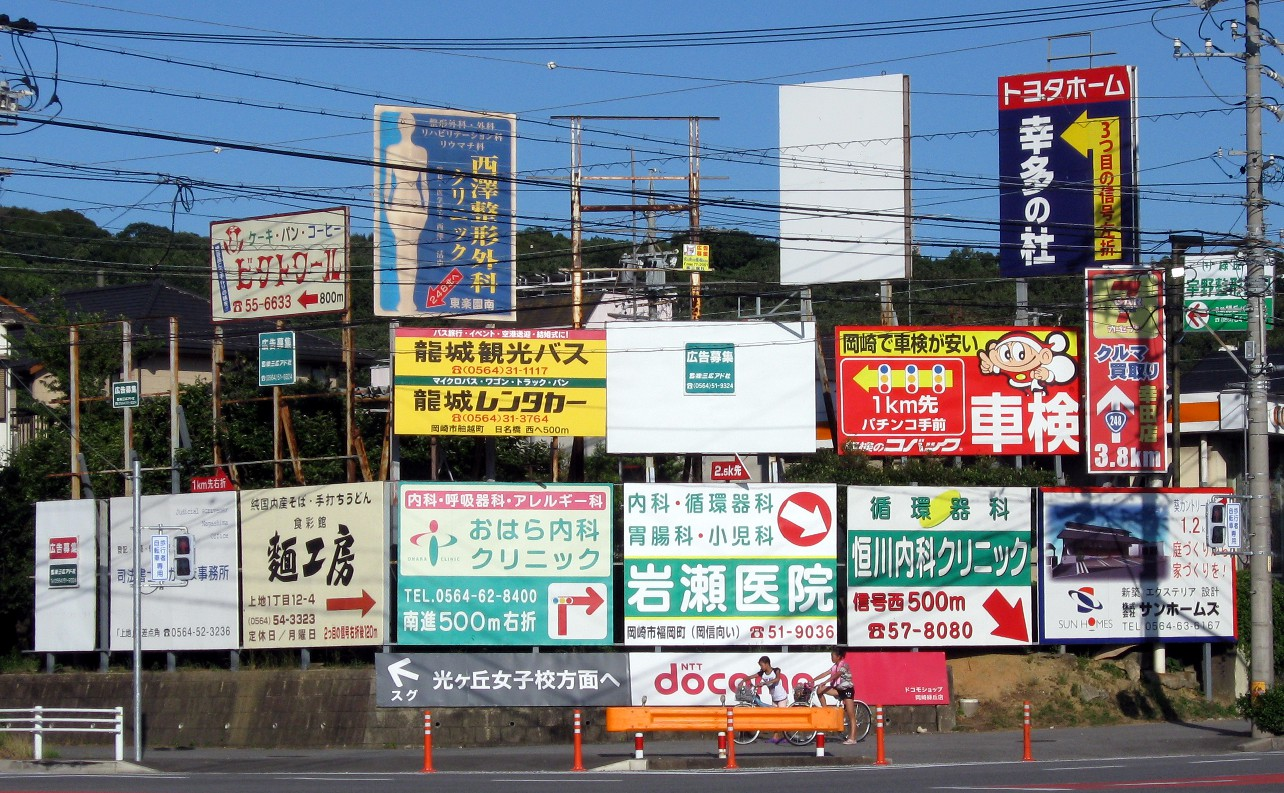
لوحات إعلانية في أوكازاكي في اليابان، تحتوي على العديد من رموز الأسهم المختلفة.

السهم هو رمز رسومي (مثل:→ أو ←) أو رسم صوري، يُستخدم للإشارة إلى الاتجاه. في أبسط أشكاله، السهم هو مثلث أو شيفرون أو طائرة ورقية مقعرة، وعادة ما يتم لصقها على قطعة مستقيمة أو مستطيل، وفي الأشكال الأكثر تعقيداً يمثل بسهم حقيقي (➵). الاتجاه الذي يشير إليه السهم هو الاتجاه على طول الخط أو المستطيل باتجاه النهاية المدببة المفردة.